# Chrysichthys thysi
Chrysichthys thysi är en fiskart som beskrevs av Risch, 1985. Chrysichthys thysi ingår i släktet Chrysichthys och familjen Claroteidae. IUCN kategoriserar arten globalt som livskraftig. Inga underarter finns listade i Catalogue of Life.